# 小行星6174
小行星6174（6174 Polybius）是一颗围绕太阳公转的小行星。1983年10月4日，諾曼·G·托馬斯在可可尼诺县发现了此天体。
这颗小行星的绝对星等为301.2396838786704等。